# Avalik
La rivière Avalik est un cours d'eau d'Alaska, aux États-Unis situé dans le borough de North Slope. C'est un affluent de la rivière Kuk.

## Description
Longue de 85 milles (137 km), elle prend sa source dans la chaîne Shaningarok, et coule en direction du nord-ouest pour rejoindre la rivière Kaolak et former la rivière Kuk à 36 milles (58 km) au sud-sud-est de Wainwright, dans la plaine arctique.
Son nom eskimo a été référencé en 1924 par W.T. Foran, de l'Institut d'études géologiques des États-Unis.

## Affluent
- Ketik

## Sources
- (en) « Avalik », Geographic Names Information System